# Mazarópi
Geraldo Pereira de Matos Filho, ismert nevén Mazarópi (Além Paraíba, 1953. január 27. –) brazil labdarúgókapus, edző. Ő tartja a leghosszabb gól nélküli játékidő világrekordját 1816 perccel. Öccse a brazil-amerikai színész Sergio Kato.